# BOUM (épisode de Doctor Who)
BOUM (BOOM) est le troisième épisode de la nouvelle Saison 1 de la série télévisée britannique Doctor Who diffusé le 18 mai 2024 sur BBC One et Disney+.

## Distribution
- Ncuti Gatwa (VFB : Maxime Van Santfoort) : Quinzième Docteur
- Millie Gibson (VFB : Marie Braam) : Ruby Sunday
- Joe Anderson (VFB : Simon Duprez) : John Francis Vater
- Majid Mehdizadeh-Valoujerdy : Carson
- Caoilinn Springall (VFB : Pauline Haùgness) : Splice Alison Vater
- Varada Sethu (VFB : Fanny Dreiss) : Mundy Flynn
- Bhav Joshi (VFB : Olivier Prémel) : Canterbury James Olliphant
- Susan Twist (VFB : Rosalia Cuevas) : Ambulance

## Accroche
Pris au milieu d'une guerre dévastatrice sur Kastarion 3, le Docteur se retrouve piégé lorsqu'il marche sur une mine terrestre. Pourra-t-il se sauver lui-même et Ruby, ainsi que la planète entière… sans bouger ?

## Résumé
Sur une planète en guerre, un soldat aveugle nommé John Francis Vater est capturé par un robot, appelé Ambulance, et rapidement tué en étant transformé en un cylindre contenant une IA de ses souvenirs. Le Docteur et Ruby arrivent juste à temps pour entendre ses cris. Le Docteur poursuit présomptueusement le bruit, pour ensuite marcher sur une mine terrestre. Ruby le rattrape et découvre que la mine terrestre appartient à la société Villengard, spécialisée dans le profit de la guerre.
Le Docteur se rend compte que la mine terrestre est déclenchée en affectant l'ADN de celui qui marche dessus et en la transformant en explosif. N'étant pas humain, il se rend compte que si la mine terrestre explosait, son ADN peut provoquer une explosion anéantissant la moitié de la planète. Pour s'équilibrer, le Docteur s'accroche au cylindre de Vater. Cependant, la fille de Vater, Splice, arrive à la recherche de son père. Initialement inconscient de la situation, Ruby est obligée de garder Splice éloigné du Docteur et du cylindre.
Ils sont bientôt rejoints par la soldate Mundy Flynn qui fait partie de l'armée anglicane et explique qu'ils sont en guerre contre les « Kastoriens », une race extraterrestre censée vivre sous terre. Le Docteur prévient Mundy de la situation qui se rend vite compte qu'ils sont tous en danger. Une ambulance arrive avec l'intention de "soigner" le Docteur, forçant Ruby et Mundy à le distraire par le combat. Juste au moment où Ruby est sur le point de tirer sur Mundy dans le bras, le soldat Canto, qui a un faible pour Mundy, arrive et tire sur Ruby, la laissant grièvement blessée et s'accrochant à sa vie.
Le Docteur révèle la vérité sur Villengard : il n'y a pas de Kastoriens et ils gagnent de l'argent simplement en étant ici. Afin d’arrêter la mine terrestre ainsi que les ambulances, ils doivent se rendre. Étant donné que ni Mundy ni Canto n'ont l'autorité pour le faire, le Docteur parvient à convaincre l'IA de Vater d'aller dans les bases de données de Villengard pour éteindre l'équipement. Alors qu'il tente de reconfigurer une ambulance traitant Ruby, Canto est tué, laissant un cylindre qui dit à Mundy combien il l'aime.
Les ambulances de Villengard tentent de combattre l'IA Vater, mais Vater réussit, non seulement en fermant la mine terrestre, mais aussi en détruisant tout Villengard, mettant fin à la guerre et permettant à l'ambulance de soigner Ruby. Mundy accueille Splice, comme elle avait précédemment promis à Vater qu'elle le ferait, alors qu'ils voient le Docteur et Ruby soulagés partir.

## Continuité
- Le Docteur chante The Skye Boat Song. Le Deuxième Docteur jouait cette chanson avec sa flûte à bec, comme on le voit dans « The Web of Fear » (1968), et tout comme le Maître dans « Le Pouvoir du Docteur » (2022).
- Le Docteur a déjà mentionné Villengard dans sa neuvième incarnation pendant « Drôle de mort »  (2005) et « Le Docteur danse » (2005). Plus tard, il s'est rendu sur la planète, celle-ci en ruines, lors de l'épisode « Il était deux fois » (2017).
- Le Quatrième Docteur a déjà marché sur une mine terrestre dans « La Genèse des Daleks » (1975).
- Missy a mentionné une fois une aventure du Docteur « volant la lune et la femme du Président » pendant « Le Magicien et son disciple » (2015).
  - Le Docteur a également raconté « avoir volé et perdu la lune » pendant « Montée en enfer » (2015).
- Splice à la recherche de son père, John, est un rappel du premier épisode écrit par Moffat sous l'ère de Russell T. Davies (2005) : « Drôle de Mort » et « Le Docteur danse », quand Jamie cherche sa mère, Nancy.
- Le Docteur dit qu'il a déjà « rencontré des gens qui vivaient dans la boue », qu'il décrit comme des filles grincheuses, comme on le voit dans « Les Chasseurs de sorcières » (2018).
- La neige tombe autour de Ruby lorsqu'elle pense à ses parents ou quand elle est en danger. Cela lui est arrivé plusieurs fois, comme le montrent « Les Bébés de l'Espace » et « L'Accord du Diable », le Docteur notant une fois de plus l'importance de sa naissance qui s'est produite dans « L'église de Ruby Road ».
- Le Docteur à la suite de sa rencontre avec Munday Flint, une marine de l'Église anglicane, lui dit qu'il lui rendra visite de temps en temps. Le Onzième Docteur a eu de nombreuses rencontres avec ses membres, comme lors des événements des épisodes « Le Labyrinthe des Anges, première partie », « Le Labyrinthe des Anges, deuxième partie », « La Retraite du démon »  et « L'Heure du Docteur ».
- Le Docteur mentionne que les bâtonnets de poisson et la crème anglaise est son péché mignon. Ce plat était le favori du Onzième Docteur, comme le montrent les épisodes « Le Prisonnier zéro » (2010), « L'Invasion des cubes » (2012) et « L'Heure du Docteur » (2013).